# Goudvleugelhoningeter
De goudvleugelhoningeter (Phylidonyris pyrrhopterus) is een zangvogel uit de familie Meliphagidae (honingeters).

## Verspreiding en leefgebied
De soort komt voor in het zuidoosten van Australië en telt twee ondersoorten:
- P. p. pyrrhopterus: zuidoostelijk Australië en Tasmanië.
- P. p. halmaturinus: het zuidelijke deel van Centraal-Australië en Kangaroo Island.

## Status
De grootte van de populatie is niet gekwantificeerd maar de soort wordt omschreven als algemeen. Op de Rode lijst van de IUCN heeft deze soort de status niet bedreigd.